# متباطئة
المتباطئة (بالإنجليزية: Bradyzoite)‏ هي حالة لاجنسية في دورة حياة عدد من الكائنات الحية مثل المقوسة الغوندية.
في حالة داء المقوسات المزمن، فإن المتباطئة تظهؤ على شكل تجمعات مغلقة محاطو بجدار على شكل هلال (كيس كاذب) وتصيب الدماغ والعضلات بالعدوى.
وتعد المتباطئة الحالة المعاكسة للمتسارعة.